# Benser Tief

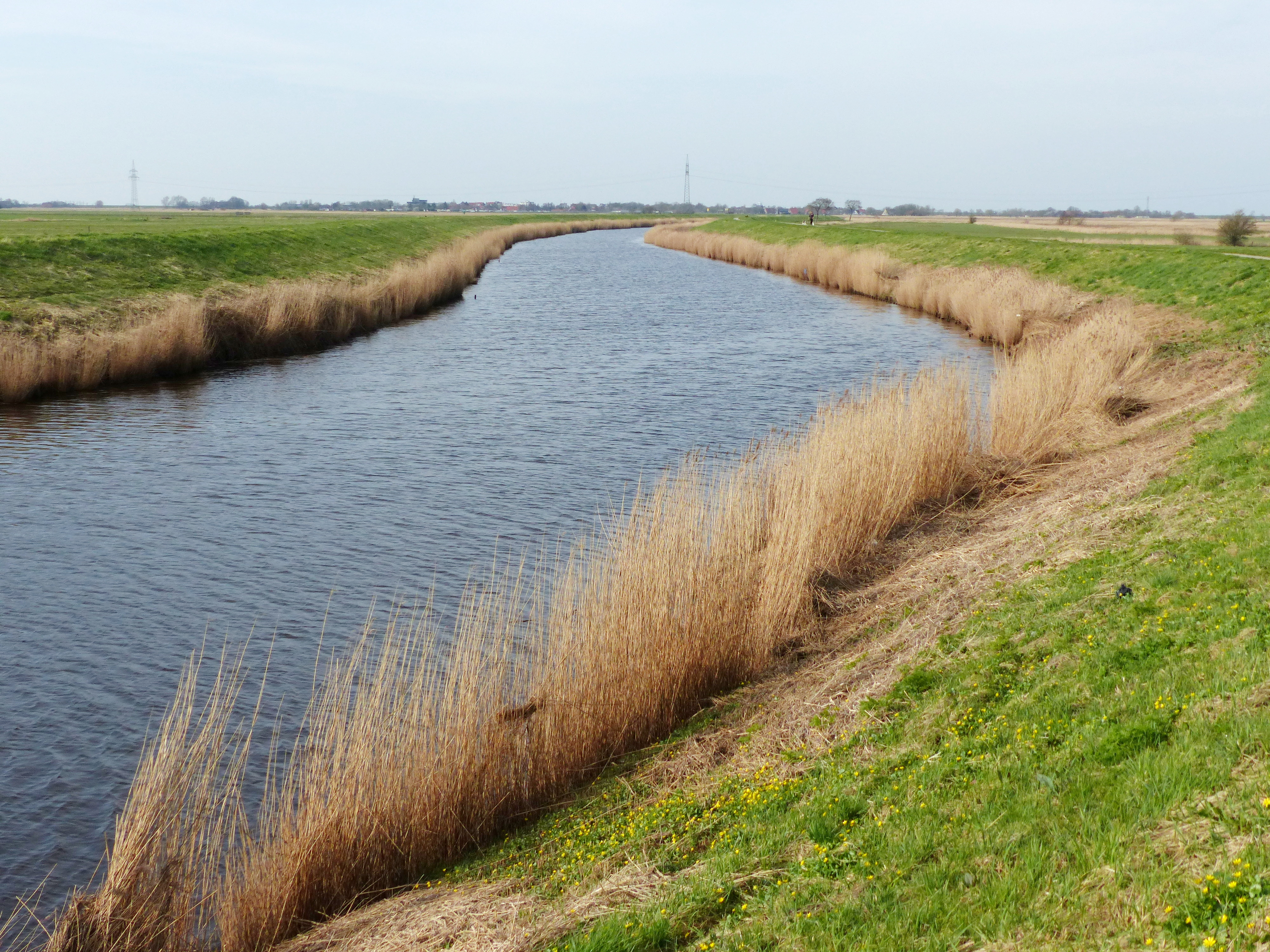
Benser Tief bei Esens

Das Benser Tief ist ein weit in das Binnenland führender Sielzug, der im ostfriesischen Küstenort Bensersiel in die Nordsee mündet und die südlich gelegenen Marschen entwässert. Die durchschnittliche Breite im Mündungsbereich des Benser Tiefs beträgt 15 bis 25 Meter. Die Länge des Benser Tiefs beträgt rund 13 Kilometer. Für die Instandhaltung des Benser Tiefs ist die Sielacht Esens zuständig.
Das Benser Tief wird heute vor allem von Anglern genutzt und gilt als fischreiches Gewässer. Gefangen werden vor allem Hecht, Zander, Flussbarsch, Aal, Rotauge sowie andere Fischarten. Im geringen Umfang findet Wassersport durch Kanuten statt. Auf den letzten Kilometern führt ein Fahrradweg direkt neben dem Benser Tief nach Bensersiel. Schiffbar ist das Benser Tief nur auf einem kurzen Abschnitt vom Hafen Bensersiel bis in die Nordsee.